# Nikiforos
Nikīforos (in greco Νικηφόρος?, in turco: Nusratlı) è un ex comune della Grecia nella periferia della Macedonia orientale e Tracia di 1.849 abitanti secondo i dati del censimento 2021.
È stato soppresso a seguito della riforma amministrativa detta Programma Callicrate in vigore dal gennaio 2011 ed è ora compreso nel comune di Paranesti.